# Ordenanza Reguladora de Aparcamiento

Señal de parquímetro en zona azul.

La Ordenanza Reguladora de Aparcamiento u Ordenanza para la Regulación de Aparcamientos (ORA) es una ordenanza municipal aplicada en varias ciudades españolas por la que se establecen ciertas zonas de aparcamiento en las que el usuario debe adquirir un billete para su vehículo.

## Otras denominaciones
En algunos lugares se conoce como O.T.A. (Ordenanza de Tráfico y Aparcamiento u Ordenanza Tarificadora/Tasadora de Aparcamiento), O.L.A. (Ordenanza Limitadora del Aparcamiento), ESRO (EStacionamiento ROtativo o EStacionamiento regulado de ROtación) o S.E.R. (en Madrid) (Servicio de Estacionamiento Regulado). También existen localidades con un nombre propio de la ordenanza, como por ejemplo O.C.A. (Ordenanza Castreña de Aparcamiento, en Castro-Urdiales).

## Zonas de estacionamiento
Aunque las áreas de estacionamiento (zonas ORA) suelen estar delimitadas por rayas azules -de ahí que se las llame zona azul- en la actualidad algunas ciudades como Madrid dividen el estacionamiento entre residentes -zona verde- y visitantes -zona azul-, permitiendo a los no residentes estacionar también en las plazas de estos aunque a mayor precio y menor límite de tiempo. Dependiendo de la localidad, el color puede tener un significado y otro (zona de estacionamiento exclusiva para residentes, zona de estacionamiento de larga duración, zona de estacionamiento de corta duración...)
En todo caso, en la zona regulada se fija un tiempo máximo de estacionamiento en función de la cantidad abonada. Con estas zonas lo que se pretende es el aprovechamiento al máximo de las plazas de aparcamiento, facilitando la rotación de vehículos, sobre todo en las zonas más céntricas de las grandes ciudades, donde el aparcamiento supone un grave problema para los conductores.

## Permiso de residente
Los usuarios de la vía pública a lo largo de la geografía española tienen la posibilidad de llevar a cabo el trámite de Residente de la ciudad o población en cuestión, para de esa manera tener acceso a un estacionamiento sin límite de tiempo mediante el pago de una cuota, generalmente anual. Para ello es necesario el hecho de que la persona interesada se encuentre empadronada en la localidad a la que quiere realizar la aplicación para la autorización de estacionamiento. En la mayoría de las localizaciones este permiso está delimitado por zonas, es decir, los residentes podrán estacionar sus vehículos dentro de unos límites establecidos por el Ayuntamiento de la localidad, acordes a la localización de la residencia de la persona implicada. 
En la ciudad de Madrid, el SER para Residentes esta autorización de estacionamiento se consigue mediante una aplicación al Ayuntamiento de Madrid. En este caso, los pagos se pueden llevar a cabo mensualmente o de una forma anual en cada caso. 
Por otra parte, y de manera excepcional, existe la posibilidad de poder disponer del mencionado permiso sin que la persona esté empadronada en la localidad. Eso sí, en estos casos, los permisos serán temporales, es decir que serán vigentes por un periodo limitado de tiempo.

## Control
La obtención del ticket de estacionamiento se lleva a cabo en las máquinas expendedoras denominadas parquímetros instaladas para tal fin en las cercanías de las zonas de aparcamiento. Además, ha proliferado el uso de aplicaciones móviles para el pago de la zona azul.
El control de los vehículos estacionados en zonas ORA, así como el procedimiento de denuncia a los que de una u otra manera infringen la normativa, corresponde a personal específicamente encargado para esta tarea (controladores) o a agentes de la Policía local, dependiendo de cada ciudad.